# Mário de Carvalho (scrittore)
Mário de Carvalho (Lisbona, 25 settembre 1944) è uno scrittore portoghese.

## Biografia
Fu coinvolto nella resistenza contro la dittatura di Salazar (un membro del Partito Comunista Portoghese) ed ebbe una giovinezza avventurosa. Durante il servizio militare fu incarcerato e torturato (privato del sonno per 11 giorni), e alla fine fuggì in Svezia, lasciando il paese a piedi. Dopo la rivoluzione democratica nel 1974 è tornato in Portogallo e ha esercitato la professione forense per molti anni.
Il suo primo libro di racconti, pubblicato nel 1981, ha segnato l'inizio di una carriera di scrittore di successo. Ha pubblicato numerosi romanzi, raccolte di racconti e opere teatrali ed è stato ampiamente tradotto. Il suo stile è allo stesso tempo versatile e artigianale e le sue narrazioni sono ambientate in tempi e luoghi diversi. A God Strolling in the Cool of the Evening ("Um Deus Passeando Pela Brisa da Tarde") ha vinto il Premio Pegaso per la letteratura nel 1996 ed è stato tradotto in inglese, francese, spagnolo, italiano, tedesco, greco e bulgaro. Il romanzo, un racconto storico senza tempo sulla natura umana, ha ricevuto ottime recensioni ed è considerato un classico del genere.
È il padre della scrittrice portoghese Ana Margarida de Carvalho.

## Opere
- Contos da Sétima Esfera (racconti), 1981
- Casos do Beco das Sardinheiras (racconti), 1982
- O Livro Grande de Tebas, Navio e Mariana (romanzo), 1982
- A inaudita guerra da Avenida Gago Coutinho (racconti), 1983
- Fabulário (racconti), 1984
- Contos Soltos (racconti), 1986
- A Paixão do Conde de Fróis (romanzo), 1986
- E se Tivesse a Bondade de Me Dizer Porquê?, em colab. com Clara Pinto Correia, 1986
- Os Alferes (racconti), 1989
- Quatrocentos Mil Sestércios seguido de O Conde Jano (novelle), 1991 - Grande Prémio de Conto Camilo Castelo Branco
- Água em pena de pato (teatro), 1991
- Um Deus Passeando pela Brisa da Tarde (romanzo), 1994 - 1996 Premio Pegaso
- Era Bom que Trocássemos Umas Ideias Sobre o Assunto (romanzo), 1995
- Apuros de um Pessimista em Fuga (novelle), 1999
- Se Perguntarem por Mim, Não Estou seguido de Haja Harmonia (teatro), 1999
- Contos Vagabundos (racconti), 2000
- Fantasia para dois coronéis e uma piscina (romanzo), 2003
- O Homem que Engoliu a Lua (ragazzi), 2003
- A Sala Magenta, 2008
- A Arte de Morrer Longe, 2010
- O Homem do Turbante Verde (racconti), 2011
- Quando o Diabo Reza, 2011
- A Liberdade De Pátio (racconti), 2013

## Riconoscimenti

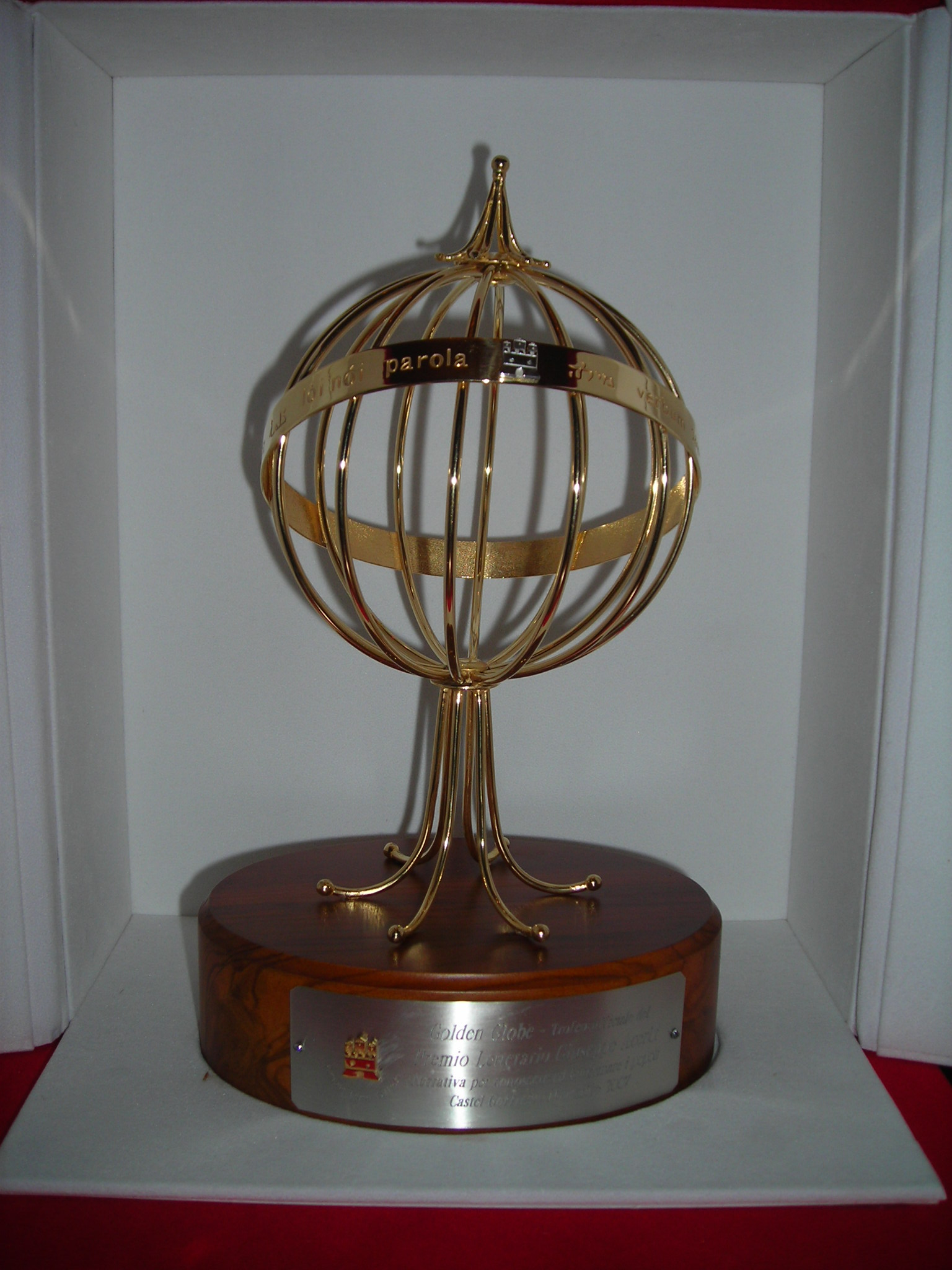
Premio letterario Giuseppe Acerbi.

- 2007. Premio letterario Giuseppe Acerbi per Passeggia un dio nella brezza della sera.